# Digitální inkluze
Digitální inkluze (z anglického digital inclusion) jsou snahy o přístupnost informací a komunikačních technologií (ICT) všem jednotlivcům a komunitám včetně těch nejvíce znevýhodněných.
Související pojmy zahrnují digitální propast, digitální vyloučení a digitální nerovnost, nicméně digitální začleňování se více zaměřuje na strategie, politiky a programy potřebné k řešení digitální propasti. 

## Dosáhnutí digitální inkluze
K dosažení digitální inkluze je nezbytné zajištění spravedlivého přístupu k informačním a komunikačním technologiím a jejich využívání pro účast na společenském a hospodářském životě, včetně vzdělávání, sociálních služeb, zdraví, sociální a komunitní účasti.
Mezi základní podmínky k rozvoji digitální inkluze patří:
- přístup k cenově dostupným širokopásmovým internetovým službám
- digitální zařízení, resp. zařízení s podporou internetu, která splňují potřeby uživatele (aktuální notebook, tablet aj.)
- přístup ke školení v oblasti digitální gramotnosti (rozvíjení schopnosti efektivně využívat zařízení)
- kvalitní technickou podporu a aplikace
- online obsah navržený tak, aby umožnil a podpořil soběstačnost, participaci a spolupráci.[1]

Samotné metody začleňování již popisují procesy digitální inkluze.

## Procesy digitální inkluze

Pokyny pro digitální začleňování

Jako digitální inkluze se bere proces, který se většinou řadí do čtyř fází ve chvíli, kdy začleňování člověka má řádně probíhat. Každá z těchto fází na sebe navazuje, ale posunutí z jedné fáze do další však není automatické. Zároveň existují i různé překážky, které tento postup mohou znemožňovat.

#### První fáze: digitální přístup
Jedná se o první a klíčovou fázi digitální inkluze, kde významným faktorem je bariéra omezující přístup jednotlivců k počítačům a jiným elektronickým zařízením. Dalším krokem zde je také chuť a odhodlání. Jedinec může mít sice přístup k počítači, ale může mu chybět sebejistota či motivace pro začlenění do digitální sféry. Posledním aspektem fáze jsou základní dovednosti, které mohou znemožnit efektivní vzdělávání i v případě, že jedinec pociťuje odhodlání a je schopný elektronické zařízení použít.

#### Druhá fáze: digitální apetit
Jedná se o jedince, kteří již měli zkušenost s použitím počítače či jiného elektronického zařízení. V této fázi záleží pouze na jejich rozhodnutí, zda chtějí nadále rozvíjet a zlepšovat své digitální dovednosti, nebo zda orientace v tomto směru pro ně není vhodná. V opačném případě se stávají uživateli ICT (informačních a komunikačních technologií).

#### Třetí fáze: digitální připravenost
Jedinci v této fázi se dostali přes první dvě. Nyní je stěžejní, zda mají základní technické zručnosti. Jedná se například o práce s klávesnicí, myší, či celkové ovládání počítače.

#### Čtvrtá fáze: digitální gramotnost
Metody rozvíjení digitální gramotnosti se uskutečňují pomocí takzvaných informačních vzdělávacích procesů, což jsou formativní procesy získávání znalostí, znalostí a návyků z oborů a disciplín. Ty se zabývají prací s informacemi, jako je jejich shromažďování, zpracování, uchovávání, zpřístupňování a využívání. Jedná se o jedince, kteří již použili elektronická zařízení, pociťují zájem o další rozvoj a projevují základní technologické dovednosti. Jsou tedy schopni se dále vzdělávat a rozvíjet. Další úspěch už závisí pouze na vlastní chuti se zdokonalovat a posouvat se. Lidé, kteří úspěšně projdou i touto fází, jsou později schopni uplatňovat své znalosti i v pracovní sféře, a to od maličkostí, jako znalost různých tabulek a grafů, až po práce zahrnující opravdu vysokou gramotnost v oblasti digitální technologie.

## Rostoucí digitální inkluze ve společnosti
Digitální gramotnost je důležitá ve všech částech společnosti. Klíčovými strategiemi pro zlepšení digitálního začlenění jsou sociální podpora, přímá uživatelská zkušenost, a společné učení a design. 

#### Podpora digitálních kompetencí v školství
Ke zdrojům rozvoje digitální inkluze patří i školní instituce. Tyto školy by měly být schopny učit informační a mediální gramotnost, rozvíjet kompetence digitální komunikace a spolupráce, pomáhat při tvorbě digitálního obsahu a seznámit žáky s zodpovědným používáním digitálních technologií, zejména bezpečnost na internetu. Žáci by měli být zdatní ve správném citování, v tématech ochrany na internetu a problematice kyberšikany, využívání vhodných zdrojů k tvorbě nebo úpravě prezentací, fotek, či videí a měli by být schopni správně zacházet s autorskými právy a internetovou encyklopedií Wikipedie.

#### Nezbytnost technologií během pandemie
Vzhledem k tomu, že se mnoho služeb přesunulo online a s rostoucím využíváním telemedicíny k poskytování primární péče, zejména během pandemie covidu-19 v roce 2020, je digitální začleňování, včetně digitální gramotnosti a přístupu k internetu, stále více považováno za sociální cestu k zdraví.

## Digitální inkluze v rámci knihovních služeb
Jedna z možností bezplatného přístupu k internetu, ICT a informačním systémům pro občany České republiky je pomocí využívání knihovnických služeb. České knihovny mají podle Knihovního zákona čj. 257/2001 Sb povinnost umožnit návštěvníkům přístup k internetu, ke kterému má knihovna bezplatný přístup. Tyto služby by měly být přístupné pro každého občana, bez rozdílů. Webová stránka knihovny by měla být vytvořena tak, aby respektovala pravidla přístupného webu a zohledňovala potřeby uživatelů s různými typy postižení a znevýhodnění.